# Litschie Hrdlička

Litschie Hrdlička 2021

Litschie Hrdlička (* 4. April 1955 als Franz Hrdlička in Lengenfeld, Deutschland) ist ein deutscher Jazzmusiker (Bassgitarre/Kontrabass) und Komponist.

## Biografie
Im Alter von 16 Jahren spielte Hrdlička in einer Schulband am Gymnasium in Landsberg schon Bass und war besonders von Jim Fielder, dem Bassisten von Blood, Sweat & Tears, beeindruckt. Auch James Jamerson, ein Bassist der Motown Studios, war wegen seiner besonderen Bassparts ein Vorbild für Litschie Hrdlička. Der Künstlername „Litschie“ wurde gewählt, um Verwechslungen mit einem seiner Onkel, Franz Hrdlička, einem hochdekorierten und erfolgreichen Jagdflieger im Jagdgeschwader 2 „Richthofen“ zu vermeiden.
Mit 17 Jahren lernte er den Jazzpianisten Ken Rhodes kennen, der ihn einlud, mit dessen Trio auf einem kleinen Jazzfestival in Bayern zu spielen. Vor allem die positiven Erfahrungen durch die Musiker als auch durch das Publikum waren eine starke Anregung für Hrdlička, auf diesem Weg weiterzumachen.
Nach dem Abschluss der Fachoberschule für Gestaltung in Augsburg zog er 1975 nach Salzburg, wo er einerseits auf dem Mozarteum Kontrabass studierte und andererseits mit dem lokalen Jazz-Trio Pentameter professionell auftrat. Diesem Trio gehörten z. B. Friedemann Graef (Saxophon) oder auch Ferenc Tolnaj an. Kurze Zeit danach wurde er sogar zum Jazzfestival in Burghausen eingeladen. Seine „Nebentätigkeiten“ als Jazzmusiker blieben den Verantwortlichen des Mozarteums natürlich nicht verborgen, die diese Art Musik nicht besonders guthießen.
Die Folge war, dass Hrdlička Mitte 1976 das Mozarteum verließ, auch weil er – nach eigener Aussage – „nicht im Orchestergraben landen wollte“. Er zog nach München um, wo er vor allem im damals angesagten Jazzclub Domicile in Kontakt mit Jazzgrößen wie Tommy Flanagan, Elvin Jones, Thad Jones, Mel Lewis, Roy Louis, Elmer Louis und auch Bobby Stern kam.
Im Domicile spielte Litschie Hrdlička seit 1976 regelmäßig mit seiner Fusion-Band Departure, bei der unter anderem auch der Keyboarder Thomas Bettermann (später bei Volker Kriegel) mitwirkte. Mit dieser Band tourte Hrdlička lange Zeit durch ganz Deutschland (z. B. Onkel Pö, Fabrik Hamburg, Quasimodo u. v. a.). 1980 löste sich Departure auf.

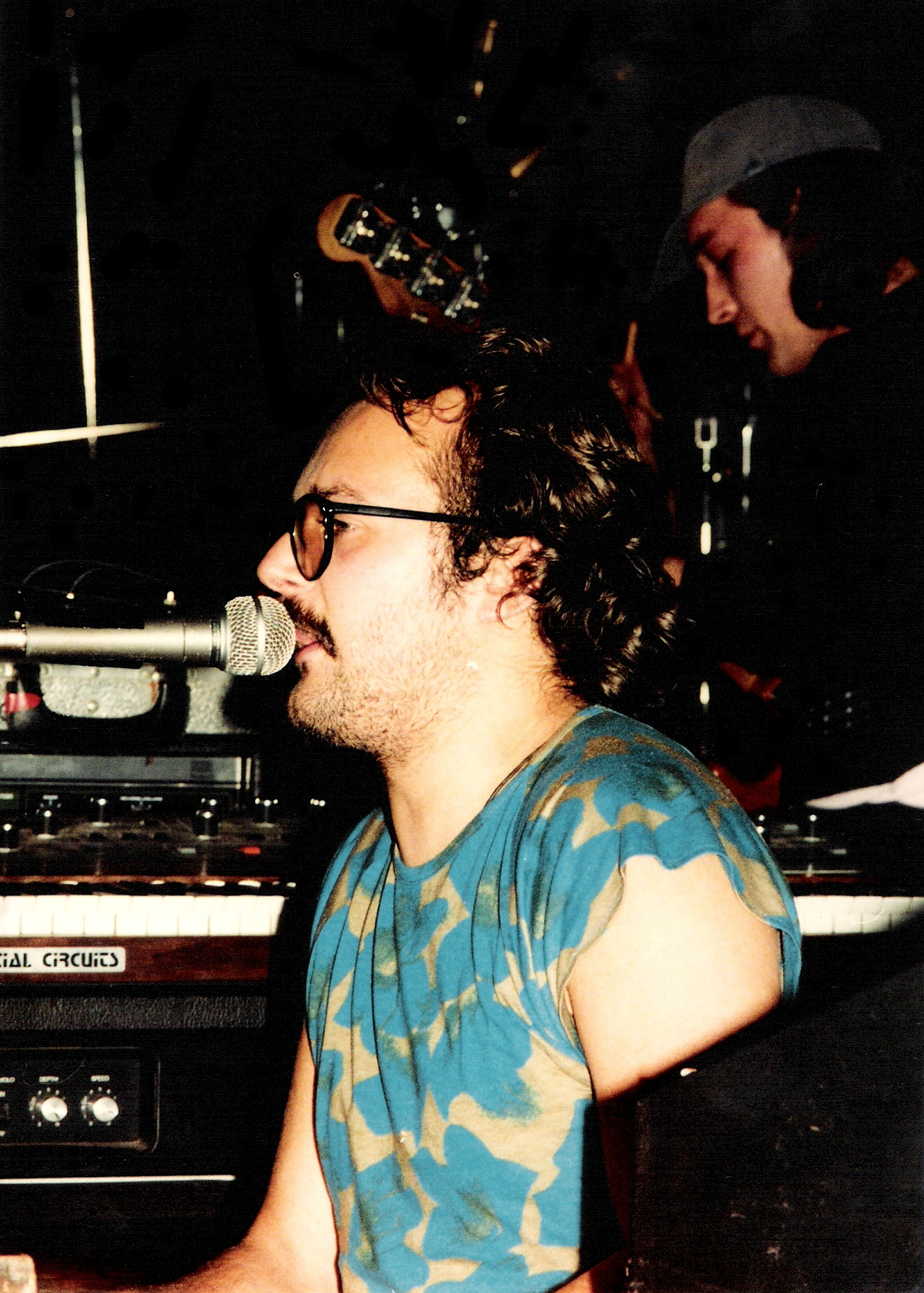
Hermann Weindorf (vorn) und Litschie Hrdlička live mit Oktagon 1982

Kurze Zeit danach, noch im gleichen Jahr, erhielt er einen Anruf von Hermann Weindorf, den die Band ca. zwei Jahre zuvor zu einer Keyboard-Audition eingeladen hatte, als man einen Ersatz für den ausgeschiedenen Keyboarder Mike Thatcher (Donna Summer, Peter Maffay, Udo Lindenberg) suchte. Hermann Weindorf brauchte für seine neu gegründete Fusion-Band Oktagon noch einen passenden Bassisten und Hrdlička stieg ein. Laut Berthold Weindorf, Bruder von Hermann Weindorf, der bei Oktagon Saxophon spielte, war Litschie Hrdličkas Bassspiel ein prägendes Element des Sounds von Oktagon.
Während einer der zahlreichen Auftritte von Oktagon im Domicile kam es zu einer besonderen Begegnung mit Ron McClure, der zusammen mit David Liebman, Richie Beirach, John Scofield und Adam Nussbaum im anwesenden Publikum saß. Wie Litschie Hrdlička selbst sagte, war er an diesem Abend sehr inspiriert und spielte ein sehr auffälliges Bass-Solo. Nach Ende des Sets traf er im Waschraum zu seiner Überraschung auf Ron McClure, der neidlos zugeben musste, dass Hrdlička einen sehr außergewöhnlichen und exzellenten Bass spiele. McClure gab ihm seine New Yorker Adresse und lud ihn in die USA ein.

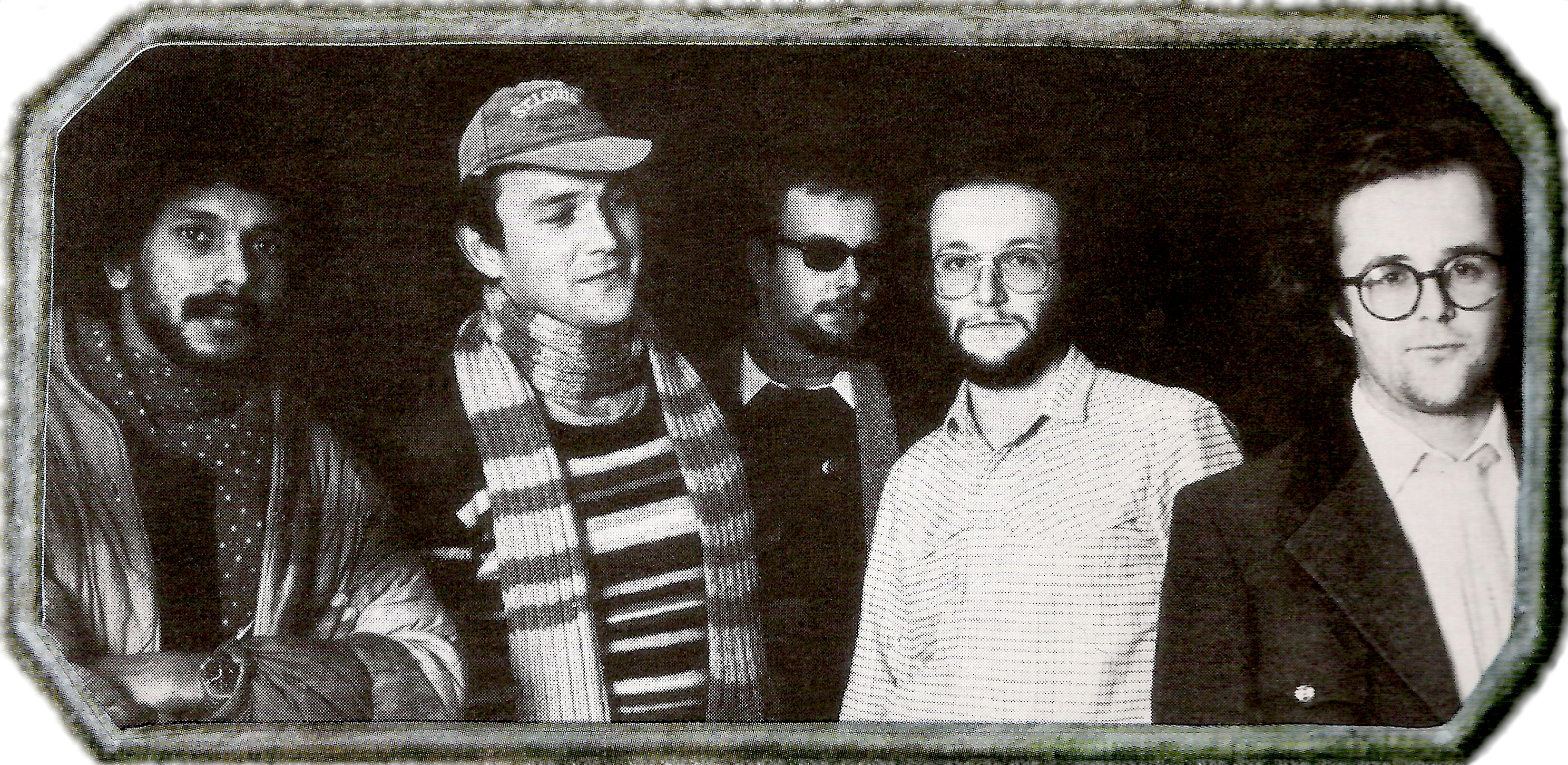
Oktagon 1982
v. l. n. r.: Roykey Wydh, Litschie Hrdlička, Alfons Weindorf, Berthold Weindorf, Hermann Weindorf

Nach der Auflösung von Oktagon 1982 widmete er sich vermehrt dem Kontrabass, unter anderem inspiriert vom Bill Evans Trio. Mit seiner eigenen Formation Orientation war er in den 1980er Jahren sehr erfolgreich. Zu dieser Formation gehörten unter anderem Jürgen Seefelder (Saxophon), Claus Reichstaller (Trompete), Thomas Bauer (Lake) (Keyboard), Paul van Lier (Vibraphon) und Thomas Simmerl (Schlagzeug).
Ende der 1980er-Jahre spielte er in der Bebop-Gruppe Explosion mit Thomas Reimer (Gitarre) und dem jungen Wolfgang Haffner (Schlagzeug). Mittlerweile war er zu einem gefragten Gastmusiker geworden, was sich in Einladungen zu verschiedenen namhaften Bands äußerte. Zu nennen wären hier ein Trio mit dem Pianisten Larry Porter, das Rick Keller Quartett aus München oder die Formation Message unter der Leitung von Joe Nay (Schlagzeug).

Litschie Hrdlička 2021

Zu einem besonderen Geschenk kam er, als Joe Nay eingeladen wurde, einem geplanten Trio mit Biréli Lagrène und Jaco Pastorius beizutreten. Nachdem Joe Nay Pastorius eine Demo-Kassette von Message vorspielte, überreichte Pastorius Nay spontan einen Satz dessen speziell angefertigter Bass-Saiten, um sie Hrdlička zu schenken, da er von seiner Art, Bass zu spielen, begeistert war.
Um sich ein zweites finanzielles Standbein zu verschaffen, beschloss er, sein Talent auch an andere junge Nachwuchs-Bassisten weiterzugeben, und gab seit 1985 an der Neuen Jazz School München stundenweise Unterricht. Als 1987 sein Sohn Jan geboren wurde, wurde es Zeit, diese Lehrtätigkeit auszubauen und die zunächst wenigen Unterrichtsstunden wurden zu einem Fulltime-Job. Neben seiner Tätigkeit als Dozent für E- und Kontrabass war er bis 2007 rund 10 Jahre lang auch 2. Vorstand der Neuen Jazz School.
2007 wurde als Unterabteilung der Neuen Jazz School München eine staatliche Berufsfachschule für Musik, Fachrichtung Rock/Pop/Jazz, eingerichtet. Im Zuge dieser Maßnahmen wurde Hrdlička nach Ablegen einer pädagogischen Prüfung die Lehrzulassung des Richard-Strauss-Konservatoriums München erteilt.
Von seinen zahlreichen Schülern an der Neuen Jazz School sind inzwischen einige selbst bekannte Jazz-Bassisten geworden, so z. B. Patrik Scales (Klaus Doldingers Passport), Jürgen Richter und Andreas Kurz.
1996 nahm er selbst wieder klassischen Kontrabass-Unterricht bei dem georgischen Kontrabassisten Andreij Schachnasarov (Andreas Krüger), Absolvent des Moskauer Konservatoriums und jetzt Solobassist bei den Hofer Symphonikern.

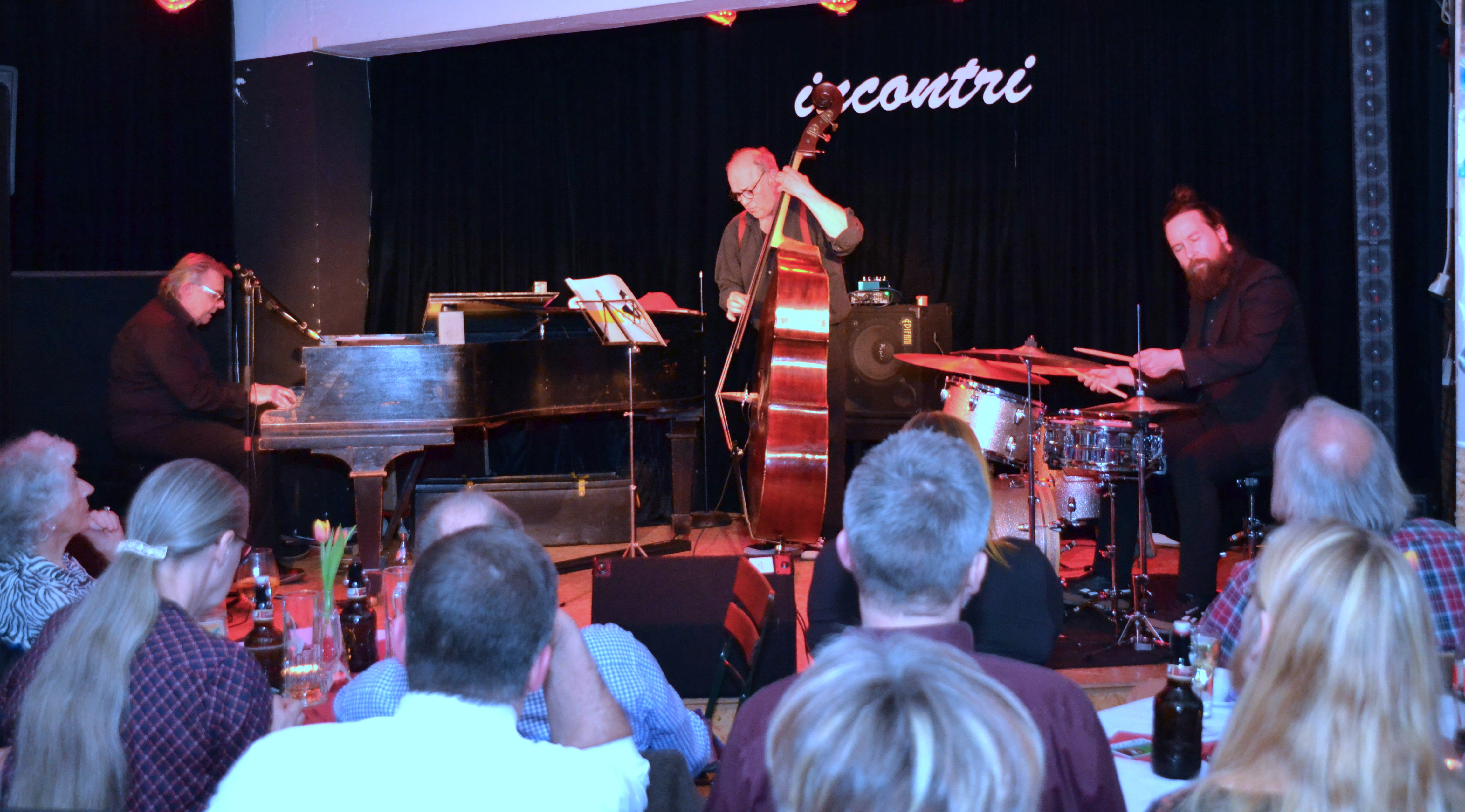
Litschie Hrdlička (Mitte) mit dem Max Neissendorfer Trio 23. März 2019

Während all dieser Jahre hat er weiterhin mit zahlreichen Jazzformationen Konzerte gegeben, so z. B. mit dem Franz-David Baumann Quintett oder dem Max Neissendorfer Trio. Diese Zusammenarbeit hält bis zum heutigen Tage an.
Eine eigene Jazzformation hat er 2003 ins Leben gerufen, das Litschie Hrdlička Quartett, zusammen mit Gregor Bürger (Saxophon), Jan Eschke (Keyboard, Piano) und Andreas Keller (Schlagzeug).

## Musik
Als Komponist ist Litschie Hrdlička erstmals als Mitglied der Fusion-Band Oktagon in Erscheinung getreten. Auf den insgesamt zwei Alben der Formation stammen drei Titel aus seiner Feder. Sein Titel Vulcan Dance vom ersten Album Oktagon wurde vom Moderator Joe Kienemann als regelmäßiger Vorspann seiner wöchentlichen Jazzsendung „Jazz Today“ im Bayerischen Rundfunk verwendet. Auf dem Album wurde Hrdličkas Name fälschlicherweise als „Herdlicka“ notiert.
1984 schrieb er die Filmmusik zu Déjà Vu – oder Die gebändigte Geliebte (unter dem Namen Franz Herdlicka).
Seine bislang einzige CD erschien 1994 unter dem Titel Falling Lovers (feat. Tony Lakatos).
1999 trat er wieder in einer Filmmusik in Erscheinung, diesmal als Kontrabassist zur Musik von Bang Boom Bang – Ein todsicheres Ding.
2015 wandte sich Litschie Hrdlička der klassischen Musik zu und komponierte 3 Streichquartette, die insofern bemerkenswert sind, da die Besetzung nicht dem üblichen Streichquartett entspricht. Statt zwei Violinen, Bratsche und Violoncello ist die Besetzung hier Violine, Bratsche, Violoncello und Kontrabass. Das 2. Streichquartett wurde 2016 in Köln uraufgeführt. 2019 beendete Hrdlička die Arbeiten an seiner ersten Sinfonischen Dichtung, die auf dem Hauptthema des 1. Streichquartettes (In Memory Of A Western Lady) beruht.

## Werke

### Jazz
- 1994: Falling Lovers (EGO-Records, CD)

### Klassik
- 2015: Streichquartett Nr. 1 In Memory of a Western Lady
- 2015: Streichquartett Nr. 2 in drei Bildern Work and Living (Uraufführung am 12. November 2016, Philharmonie (Köln)[7])
- 2015: Streichquartett Nr. 3 The Dreamer
- 2019: Sinfonische Dichtung In Memory of a Western Lady

### Filmmusik
- 1984: Déjà Vu – oder Die gebändigte Geliebte (Regie Christian Bauer) mit Robert Atzorn

### Kooperationen
- 1977: Ich Bin ... – Anshelm Spring
- 1999: Bang Boom Bang – Ein Todsicherer Soundtrack – H-Blockx – 3 Bonus-Tracks auf dem Soundtrack-Album zum Film „Bang Boom Bang – Ein todsicheres Ding“ (Sing Sing)

1. Airport Theme – Rainer Kühn – Kontrabass
2. Keek & Andy – Rainer Kühn – Kontrabass
3. The Burglary – Rainer Kühn – Kontrabass